# Momo (Film)
Momo ist eine Literaturverfilmung nach dem gleichnamigen Roman von Michael Ende. Die Uraufführung fand am 17. Juli 1986 in Deutschland statt.

## Handlung
Das Waisenmädchen Momo wird von dem Straßenkehrer Beppo in einem alten Amphitheater gefunden. Die Nachbarn der Umgebung kümmern sich um Momo, die wiederum ihre Zeit und Aufmerksamkeit ihren Mitmenschen widmet. Sie hört ihnen zu und stellt Fragen, wobei die häufig von ihr gestellte Frage „Warum?“ die Mitmenschen oft veranlasst, ihr Handeln grundlegend zu überdenken.
Die Situation ändert sich, als sich die grauen Herren der Zeit der Erwachsenen bemächtigen. Sie sind Vertreter der Zeitsparkasse und sammeln die Zeit der Menschen, um zu überleben. Im Amphitheater taucht plötzlich ein dubioser Agent namens BLW / 553 X mit einem grauen Mercedes-Benz auf, der unentwegt Zigarre raucht und Momo in ein Gespräch verwickelt. Dabei wirft der Agent etliche Spielzeugpuppen aus dem Kofferraum der Nobelkarosse und bestückt damit das Rund des Amphitheaters. In diesem Moment verrät der Agent versehentlich das Geheimnis hinter den Grauen Herren (Filmzitat von Agent BLW / 553 X: „Niemand darf wissen, wer wir sind und was wir tun, wir müssen unerkannt bleiben […] Mühsam müssen wir den Menschen die Zeit entreißen. Sekundenweise abzapfen. Minuten, Sekunden, Stunden, Lebenszeit, alle Zeit, die sie sich einsparen, ist für sie verloren, denn wir verbrauchen sie, reißen sie an uns, saugen euch aus bis auf das Gebein, saugen euch aus, reißen sie an uns, speichern sie, hungern danach, hungern danach, nach eurem Leben […] Und wir werden immer mehr […] Hunderte, Millionen. Und saugen und saugen und saugen“). Daraufhin versucht Momo, sich mit ihren Spielkameraden gegen diese Verschwörung zu wehren, wodurch sie ins Visier der Grauen Herren gerät. Denn nach Ansicht des Vorsitzenden der Grauen Herren sind Kinder die größten Feinde seiner Mannschaft von der Zeitsparkasse. Der Verwalter der Zeit, Meister Hora, erkennt ebenfalls die Gefahr und führt Momo durch seine Helferin, die Schildkröte Kassiopeia, zu sich in sein Haus in Sicherheit. Er weiht Momo in die Geheimnisse der Zeit ein und gewinnt das Mädchen für seinen Plan, die Menschen von den grauen Herren zu befreien.
Meister Hora hält die Zeit an, während Momo aus der zeitlosen Sphäre Horas mit einer Stundenblume in die normale, jedoch angehaltene Zeit zurückkehrt. Die grauen Herren, die durch das Anhalten der Zeit keinen Nachschub mehr an neuer Zeit erhalten, fürchten um ihre Existenz und versuchen, Momo die Stundenblume abzunehmen. Gleichzeitig reduzieren sie ihre Zahl, damit die wenigen verbleibenden Herren länger mit der übrig gelassenen Zeit leben können. Es gelingt ihnen aber nicht, Momo zu überwältigen, und so lösen sich am Ende auch die letzten grauen Herren auf, im Kampf gegen Momo und gegeneinander.

## Hintergrund
Der in den Cinecittà-Studios in Rom gedrehte Film hält sich eng an den Roman. Autor Michael Ende hat die Verfilmung, im Gegensatz zu der Verfilmung von Die unendliche Geschichte, ausdrücklich gutgeheißen und auch eine kleine Rolle im Film übernommen (der Passagier im Zug, dem Meister Hora die Geschichte erzählt).
Der Epilog der Geschichte wurde an den Anfang des Films verlegt.
Mit über 2,1 Millionen Kinobesuchern gehört er zu den erfolgreichsten deutschen Filmen des Jahres 1986. Für den amerikanischen Filmregisseur und Schauspieler John Huston, der in der Rolle des philosophisch weisen Meister Hora zu sehen ist, war Momo einer seiner letzten Filme, ein Jahr nach der Uraufführung starb Huston im Alter von 81 Jahren.

## Kritiken
„Ein Märchenfilm, der sich weniger auf grobe Effekte als auf glaubhafte Charaktere und atmosphärische Dichte verlässt – wenn auch Endes pseudomythologischer Tiefsinn manchmal fadenscheinig wirkt und die Inszenierung in die Nähe zum Kitsch gerät.“